# Apagomerina rubricollis
Apagomerina rubricollis är en skalbaggsart som beskrevs av Maria Helena M. Galileo och Martins 1992. Apagomerina rubricollis ingår i släktet Apagomerina och familjen långhorningar. Inga underarter finns listade i Catalogue of Life.